# Jir

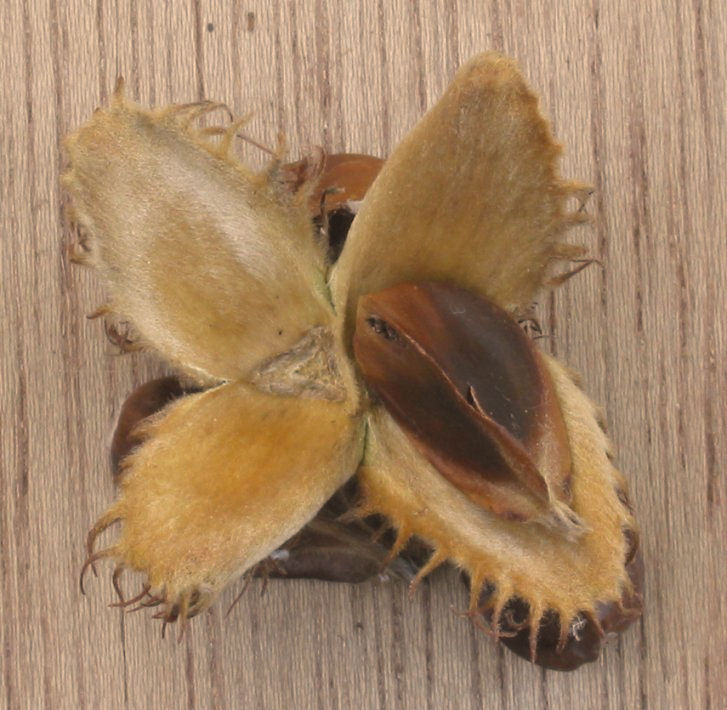
Jir

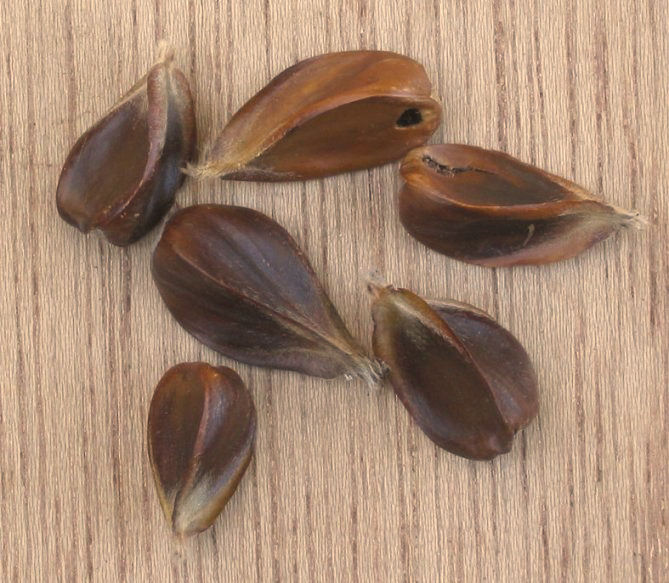
Jir

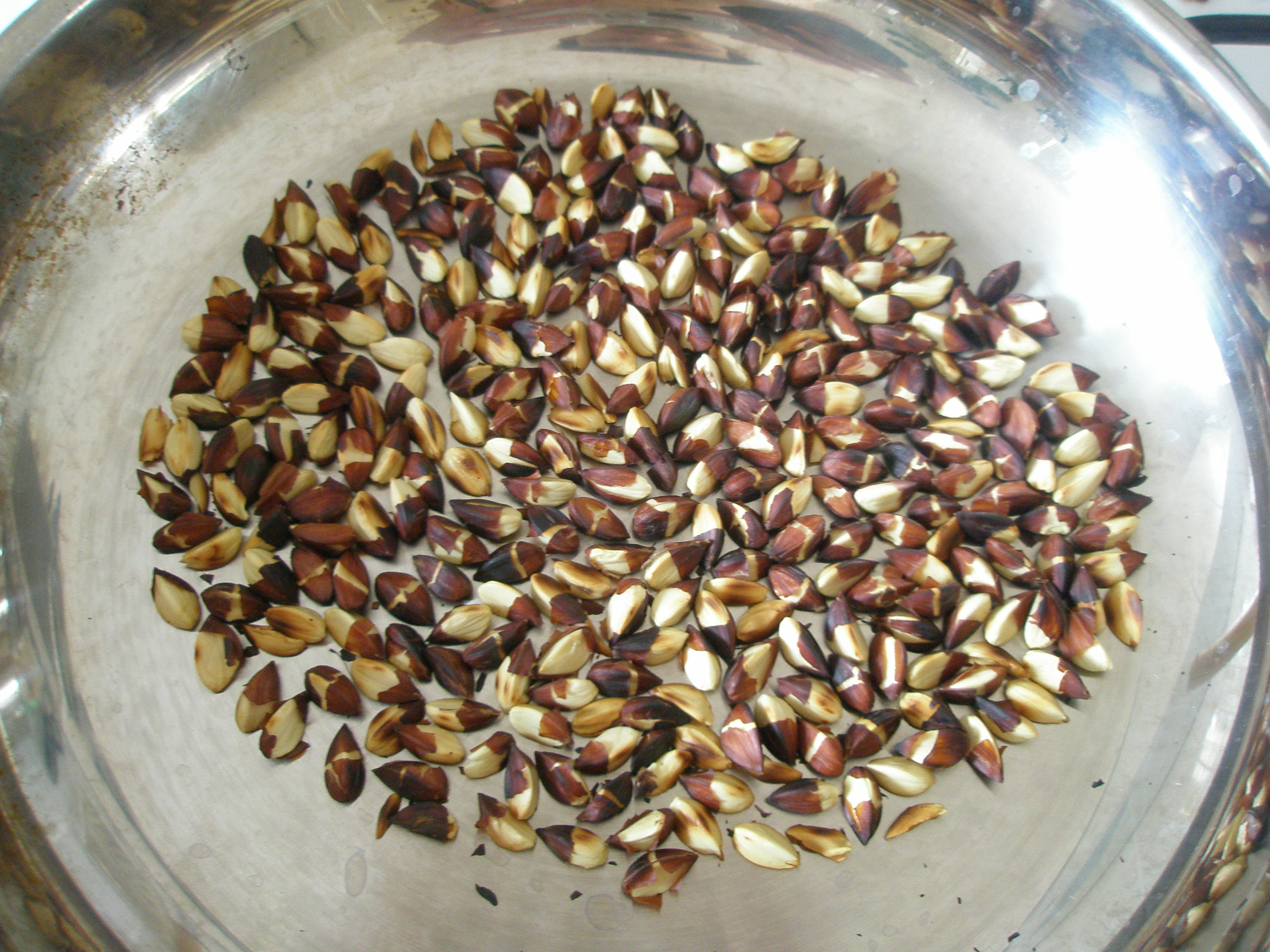
Jir prăjit

Jirul este fructul fagului. Este o achenă, având formă de cupă ghimpoasă, care conține două sau trei semințe. Jirul a fost utilizat încă din vechime pentru un anumit untdelemn, dar și pentru hrana porcilor (este foarte apreciat și de mistreți).
Principalii constituenți cunoscuți (ai miezului):- apa 4,74;
- proteină brută 14,34; 
- materii grase 23,08;
- materii extractive neazotate 32,27;
- fibre 21,99; 
- substanțe uscate 3,58.Jirul are un ulei foarte fin (conținand oleina, putină, stearină și palmitină) care poate înlocui uleiul de măsline sau de nuci. Invelișul miezului conține fagină, substanță moderat toxică. Jirul este foarte hrănitor. Se mănăncă prăjit, ca maroanele (castanele).